# Buschmarin-Mühle
Die Buschmarin-Mühle (russisch Водяная мельница братьев Бушмариных) ist eine Wassermühle im Tschischminski rajon in Baschkortostan, Russland.

## Geschichte
Die Mühle wurde 1890 von den Brüdern Fjodor und Wassili Buschmarin, die in Ufa lebten, erbaut. 1965 wurde sie aufgegeben.

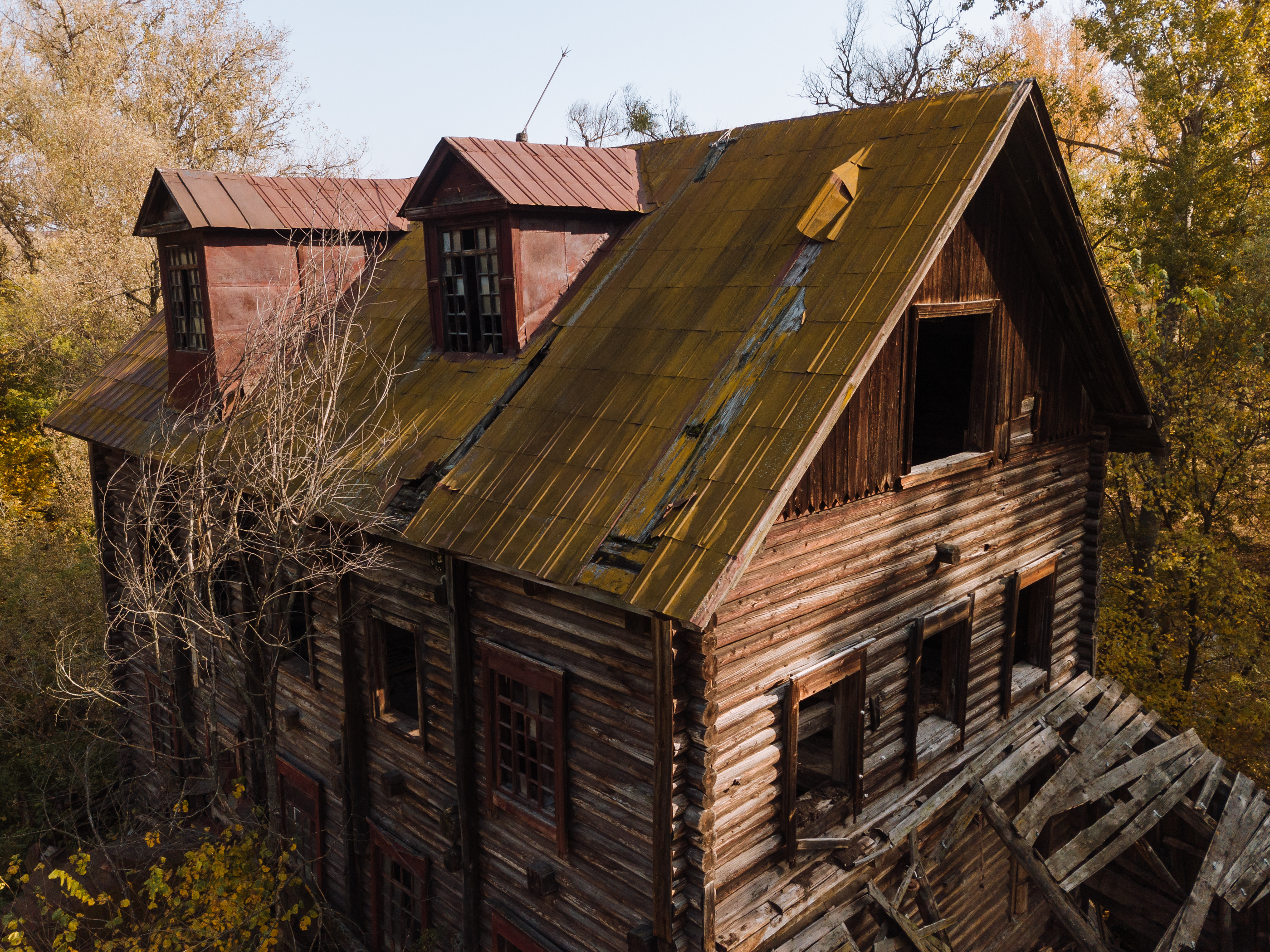
Die Wassermühle

## Gebäude
Das dreistöckige, bis auf das blecherne Dach völlig hölzerne Gebäude befindet sich auf einer Insel in der Djoma beim Dorf Durassowo und ist in einem guten Zustand. Am gegenüberliegenden Ufer liegt ein Gebäude aus dem Jahr 1914. Die Mühle ist die einzige erhaltene Dreschmühle Baschkortostans. Die Mühle steht unter Denkmalschutz.